# Jakow Sieriebrianski
Jakow Isaakowicz Sieriebrianski (Jasza) (ros. Яков Исаакович Серебря́нский, ur. 26 września?/8 października 1891 w Mińsku, zm. 30 marca 1956 w Moskwie) – pułkownik bezpieczeństwa państwowego ZSRR, wieloletni funkcjonariusz Czeka/OGPU/NKWD, m.in. dowódca grupy specjalnej OGPU/NKWD, tzw. grupy Jaszy, odpowiedzialnej za porwanie generała Aleksandra Kutiepowa z Paryża w 1930 roku.

## Młode lata i pierwsze aresztowania
Urodzony w rodzinie rzemieślnika. Aresztowany w 1909 w Mińsku jako członek bojówki terrorystycznej, z którą brał udział w zabójstwie miejscowego urzędnika carskiego i oficerów policji i kontrwywiadu. Od 1910 do lipca 1912 roku pracował jako elektromonter w Witebsku, w tamtejszej elektrowni. Do armii rosyjskiej wstąpił w sierpniu 1912, do 1914 służył w Charkowie. Od lutego 1915 do marca 1917 pracował jako elektromonter w gazowni w Baku.

## WCzeka/OGPU/NKWD
Do Armii Czerwonej wstąpił w marcu 1918 i do kwietnia 1919 dowodził oddziałem. Także od 1919 członek Partii Socjalistów Rewolucjonistów (PSR). W lipcu 1919 wstąpił do Czeka, gdzie był naczelnikiem oddziału. W 1920 przeniesiony do Moskwy, gdzie od sierpnia 1920 do 21 września 1921 stał na czele Oddziału Specjalnego Czeka (OO), zajmując się kontrwywiadem i kontrolą Armii Czerwonej. W następnych latach dwukrotnie aresztowany w grudniu 1921 oraz w 1922. Pod koniec 1923, powrócił do OGPU, gdzie tym razem został skierowany do Zarządu zagranicznego (INO) przy OGPU, jako tzw. nielegał. W grudniu 1923 wyjechał z zadaniem do Palestyny, gdzie przebywał do 1925. Po powrocie do ZSRR służył jako nielegał kolejno w Belgii, a następnie we Francji, gdzie przebywał w Paryżu do 1929.

## Grupa Jaszy i gen. Kutiepow
Po powrocie do ZSRR został mianowany szefem I Oddziału (do zadań specjalnych) Wydziału Zagranicznego OGPU. Sprawując to stanowisko wyjechał do Paryża, gdzie dowodził akcją porwania generała Aleksandra Kutiepowa. Po powrocie z Paryża został oficerem rezerwy INO-OGPU/GUGB, aż do drugiej połowy 1934. Mimo to wyjeżdżał za granicę jako nielegał, m.in. do Stanów Zjednoczonych w 1932 i do Francji w 1934 roku. Z misjami wywiadowczymi do Paryża wyjeżdżał jeszcze raz w 1936 i 1937.

## Wielki terror w ZSRR i aresztowanie
W czasie „wielkiej czystki” masowe aresztowania i egzekucje objęły również aparat NKWD w tym jego zarząd zagraniczny (INO), gdzie służył Sieriebrianski. NKWD aresztowało kolejno naczelników INO – Michaił Trilisser, Artur Artuzow, Zelman Pasow i Siergiej Szpigelglas, którzy następnie zostali rozstrzelani, a wielu funkcjonariuszy wywiadu wylądowało w obozach Gułagu. Po upadku szefa NKWD Nikołaja Jeżowa 10 listopada 1938 roku aresztowany został także Jakow Sieriebrianski. Był przesłuchiwany i torturowany przez Wiktora Abakumowa, późniejszego szefa kontrwywiadu wojskowego Smiersz i ministra bezpieczeństwa państwowego. Skazano go na śmierć, lecz wyroku nie wykonano.

## II wojna światowa
Atak Niemiec na ZSRR i ogromne klęski jakie poniosła Armia Czerwona w pierwszych miesiącach inwazji niemieckiej, sprawiły, że NKWD postanowiło zwolnić z więzień i łagrów przetrzymywanych tam doświadczonych oficerów wywiadu, aby następnie przerzucić ich na tyły wroga w celu prowadzenia dywersji i sabotażu. Pomysł ten wyszedł z inicjatywy Pawła Sudopłatowa, byłego naczelnika INO, a wówczas (tj. 1941) szefa Wydziału do Zadań Specjalnych NKWD. Z jego inicjatywy zwolniono wielu oficerów NKWD aresztowanych podczas wielkiej czystki końca lat trzydziestych, w tym Jakowa Sieriebrianskiego. Po zwolnieniu z więzienia służył jako dowódca 2 Oddziału NKWD, 4 Zarządu NKWD i 4 Zarządu NKGB, werbujących niemieckich jeńców wojennych. Po zakończeniu II wojny światowej przeszedł na emeryturę w stopniu pułkownika.

## Powrót do służby
W maju 1953 roku Sieriebrianski powrócił do służby w organach Ministerstwa Spraw Wewnętrznych ZSRR, jako funkcjonariusz 9 oddziału i jeden z zastępców Pawła Sudopłatowa. Pod koniec lipca tego samego roku został przeniesiony do wywiadu zagranicznego, czyli do II Zarządu Głównego MWD. Pracował tam do października 1953, kiedy ponownie został aresztowany wraz ze swoją żoną i osadzony w więzieniu. Oskarżono go o spiskowanie z Berią oraz planowanie wymordowania Prezydium Komitetu Centralnego.

## Śmierć i rehabilitacja
Zmarł w więzieniu Butyrki podczas przesłuchań w 1956 roku. Pośmiertnie został zrehabilitowany w 1971 roku, przez ówczesnego przewodniczącego Komitetu Bezpieczeństwa Państwowego (KGB) i późniejszego przywódcę ZSRR, Jurija Andropowa, który dowiedział się o jego losie, kiedy polecił napisać pierwszą historię radzieckiego wywiadu.

## Odznaczenia
- Order Lenina (dwukrotnie – 1936 i 1946)
- Order Czerwonego Sztandaru (dwukrotnie – 1930 i 1935)
- Odznaka „Zasłużony Pracownik Czeki/OGPU” (dwukrotnie)

i medale.